# Musée d'Art contemporain de Ouidah
Le musée d'art contemporain de Ouidah, inauguré le 11 novembre 2013, est une institution culturelle située à Ouidah, dans le département de l'Atlantique, au Bénin. 
Ce projet est une initiative de la Fondation Zinsou, fondée en 2005 par Marie-Cécile Zinsou, historienne de l'art franco-béninoise, avec pour mission de promouvoir l'art contemporain africain et de le rendre accessible au plus grand nombre. 
Le musée est situé derrière la basilique de Ouidah, à côté du Musée du Soleil, dans la villa Ajavon, construite en 1922.

## Histoire
La construction de la villa Ajavon a démarré vers 1920 pour s'achever en 1922. La villa est une propriété construite par un riche négociant originaire du Togo, venu s'installer dans la ville de Ouidah.
En 2003, Marie-Cécile Zinsou, alors qu'elle donne des cours d'histoire de l'art à des jeunes dans un village d'Abomey-Calavi, promet à ses élèves de les amener voir des oeuvres d'art contemporain africaines dans un musée. Cette promesse résulte en la création, une décennie plus tard, du Musée d'art contemporain de Ouidah, porté par Marie-Cécile et une soixantaine de collaborateurs.
Le musée ouvre ses portes le 11 novembre 2013,, après l'entière rénovation de la villa. Il s'agit du premier musée d'art contemporain en Afrique subsaharienne (en excluant l'Afrique du Sud).

## Tourisme

### Bâtiments, équipements et services présents
Le musée est hébergé dans la villa Avajon, construite en 1922, un exemple notable d'architecture afro-brésilienne. Située entre deux voies et orientée vers la rue, ce bâtiment de plain-pied se distingue par sa façade de couleur beige et son domaine délimité par un petit portail. Une inscription, au-dessus de l'entrée principale, indique "VILLA AVAJON 1922".
| \| 100 km1:4 961 000 \| Musée historique d'Abomey Adandé Musée régional de Natitingou Akaba Idena Musée d'art contemporain de Ouidah Fondation Zinsou |
| 100 km1:4 961 000 |

| 100 km1:4 961 000 |

- Wifi :  Oui
- Sites web du musée :  Oui
- Parking pour visiteurs :  Non
- Hall de réception :  Non
- Présence de guides et / ou conservateurs au musée :  Oui
- Galerie marchande pour achat d'ouvrages:  Oui (Possibilités d'achats d'œuvres ?) :  Oui
- Espace restauration/toilettes pour visiteurs :  Oui
- Possibilité de prise de vue (photo des collections) :  Oui
- Cadre de recherches (scientifiques...) :  Non
- Partenariats avec d'autres institutions :  Oui
- Tarifs d'entrée : gratuits pour tous

### Collections
Le Musée d'art contemporain de Ouidah accueille chaque année une sélection d’œuvres issues de la collection de la famille Zinsou.
Cette collection, orientée vers une passerelle entre la mémoire, la tradition et sa réécriture contemporaine, est caractérisée par la richesse des médiums présents : photographie, sculpture, installation, vidéo, peinture, dessin, lithographie, etc. Mais aussi par la diversité et la qualité de la collection.
Des démarches d’artistes d’origine africaine ou non, qui travaillent sur des thématiques intimement liées au continent s'y retrouvent.

### Expositions
- 2017 : African Art Tour, Partage de territoires de Dominique Zinkpè, Sur un horizon infini se joue le théâtre de nos affections de Joël Andrianomearisoa[6]
- 2018 : L’Afrique n’est pas une île, Partage d’un songe de Pauline Guerrier
- 2020 : AGBARA Women de Ishola Akpo[7]
- 2021 : Gros-Câlin de Jérémy Demester[8], Exposition de la collection permanente
- 14 novembre 2021 au 14 mars 2022 : My loved ones de Aïcha Snoussi[9]

## Galerie

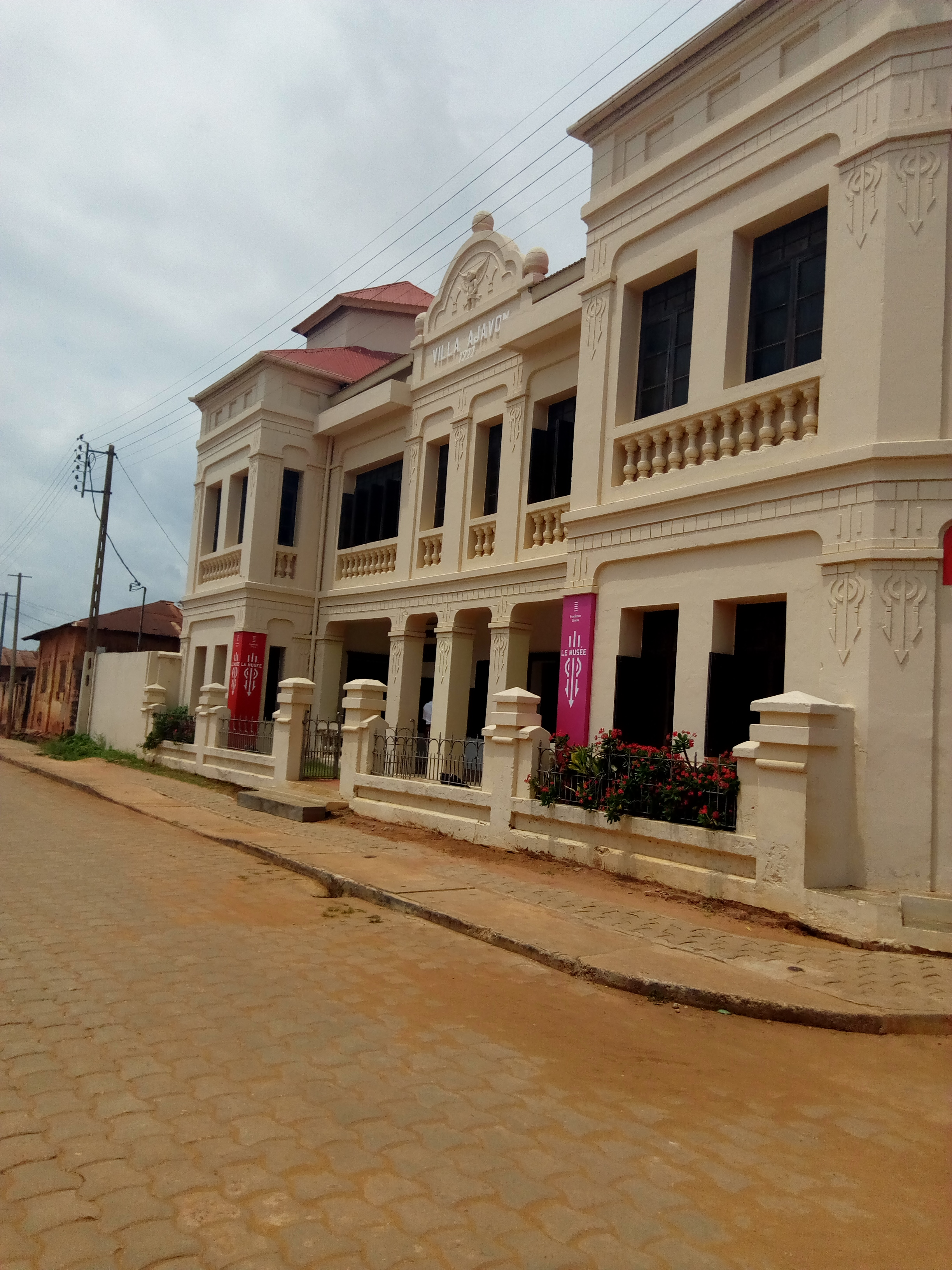
Devanture de la Villa Ajavon
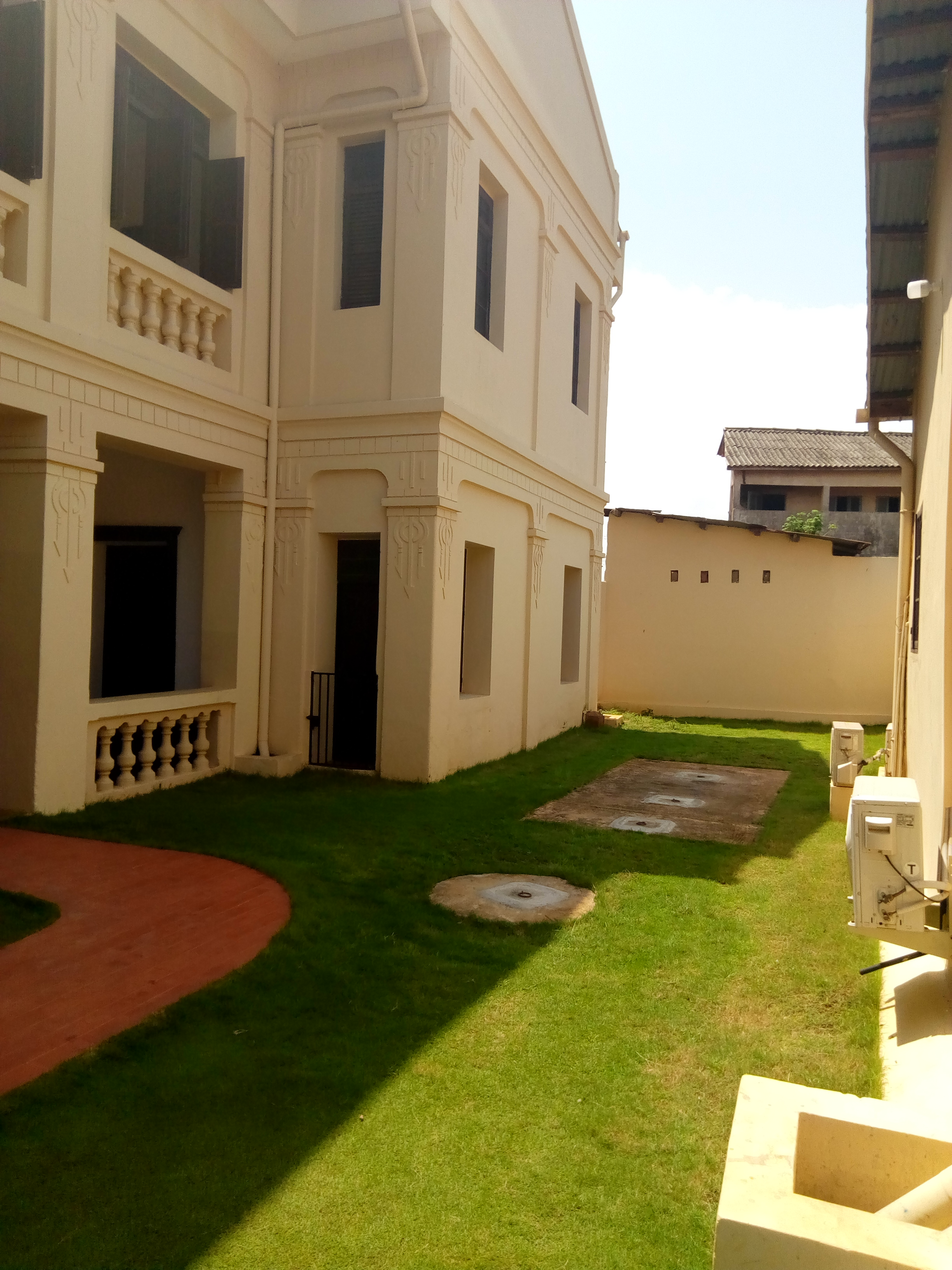
Cour intérieure de la villa Ajavon
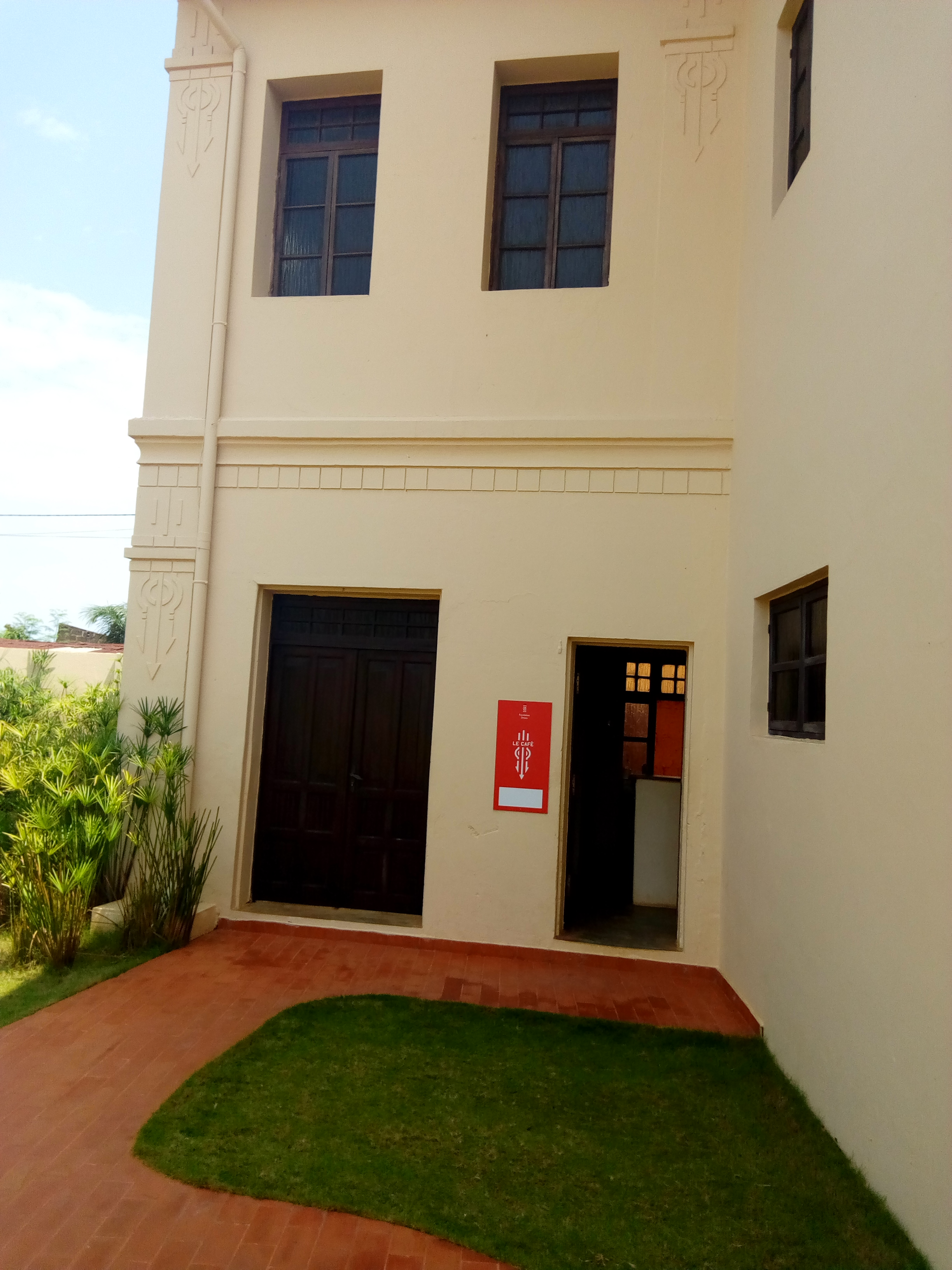
Vue de l’intérieur de la villa Ajavon